# 학전 나들목
학전 나들목(Hakjeon IC)은 경상북도 포항시 남구 연일읍 학전리에 설치된 새만금포항고속도로의 25번 교차로이다. 대구 방향 진입과 포항 방향 진출만 가능하다.

## 연혁
- 2001년 9월 25일 : 나들목 신설을 위해 포항시 도시계획시설 교통광장에 흥해읍 학전리 일원을 학전 나들목으로 고시[1]
- 2004년 12월 7일 : 익산포항고속도로 도동 ~ 포항 구간 개통과 함께 영업 개시[2]

## 구조물 정보
- 위치: 경상북도 포항시 남구 연일읍 학전리

## 접속하는 도로
- 국도 제31호선 (새마을로)